# Duan Albanach
O Duan Albanach (Cântico dos escotos) é um poema em versos gaélicos cuja cópia mais completa está anexada à versão irlandesa da Historia Brittonum de Nênio. O texto foi escrito no final do século XI.

## O manuscrito
William Forbes Skene, em sua obra Chronicles Of The Picts, Chronicles Of The Scots, And Other Early Memorials Of Scottish History editada em Edinburgo em 1867, publicou, traduziu e anotou um manuscrito de 1070 denominado "R. I. A. Dubl. M'Firbis".

## O texto
O poema de oito páginas é composto por 27 estrofes de 4 versos cada. Fornece o nome dos reis de Alba (Escócia) sem no entanto indicar a seu parentesco, mas dando a duração de cada reinado.
Após uma primeira estrofe introdutória que se assemelha a em envio, divide-se em:
- As estrofes 2 a 7 resumem a história mítica do estabelecimento dos Scots desde os dois irmãos Albanus e Briutus, filhos de Isacon.

- As estrofes 8 a 19 falam dos reis de Dalriada, desde os três filhos de Erc: Loarn, Fergus e Oengus, até Eòganán.

- As estrofes 20 a 26 listam os reis de Alba de Cionaoith até Maolcoluim. O poema era provavelmente lido na corte deste rei, morto em 1093, na medida em que o seu reinado é o último a ser listado.

Se bem que a estrofe 27 diga que "52 soberanos da raça de Erc reinaram sobre Alba", o texto só menciona 48, e contando com os três filhos de Erc.
Alguns versos poderão estar perdidos pois vários reis referenciados nos Anais de Ulster ou nos Anais de Tigernach não são mencionados, tais como Selbach mac Ferchaird, Fergus mac Echdach, etc...